# 刚毛尖子木
刚毛尖子木（学名：Oxyspora vagans），为野牡丹科尖子木属下的一个植物种。